# Mexistylochus levis
Mexistylochus levis är en plattmaskart. Mexistylochus levis ingår i släktet Mexistylochus och familjen Stylochidae. Inga underarter finns listade i Catalogue of Life.